# テーム・インパラ
テーム・インパラ (Tame Impala) は、オーストラリアのミュージシャン、ケヴィン・パーカー（Kevin Parker)によるサイケデリックミュージックプロジェクトである。ケヴィン・パーカーによるソロプロジェクトではあるが、ライブではバンド編成で演奏される。音楽的には1960年代後半のサイケデリック・ロックを現代に昇華したサウンドを特徴とする。
2007年に活動をスタートし、数枚のシングルとEPを発表した後、2010年にデビューアルバム『Innerspeaker』をリリース。オーストラリアでゴールドディスクを獲得し、批評的にも成功を収める。2012年の2作目のアルバム『Lonerism』はグラミー賞でオルタナティヴ・ミュージック・アルバム部門にノミネートされた。2015年の3作目『Currents』はブリット・アワードのBest International Groupを受賞し、グラミー賞では2作続けてノミネートされている。2020年には4作目『The Slow Rush』を発表した。

## 来歴

### 2007年 - 2010年: キャリア初期

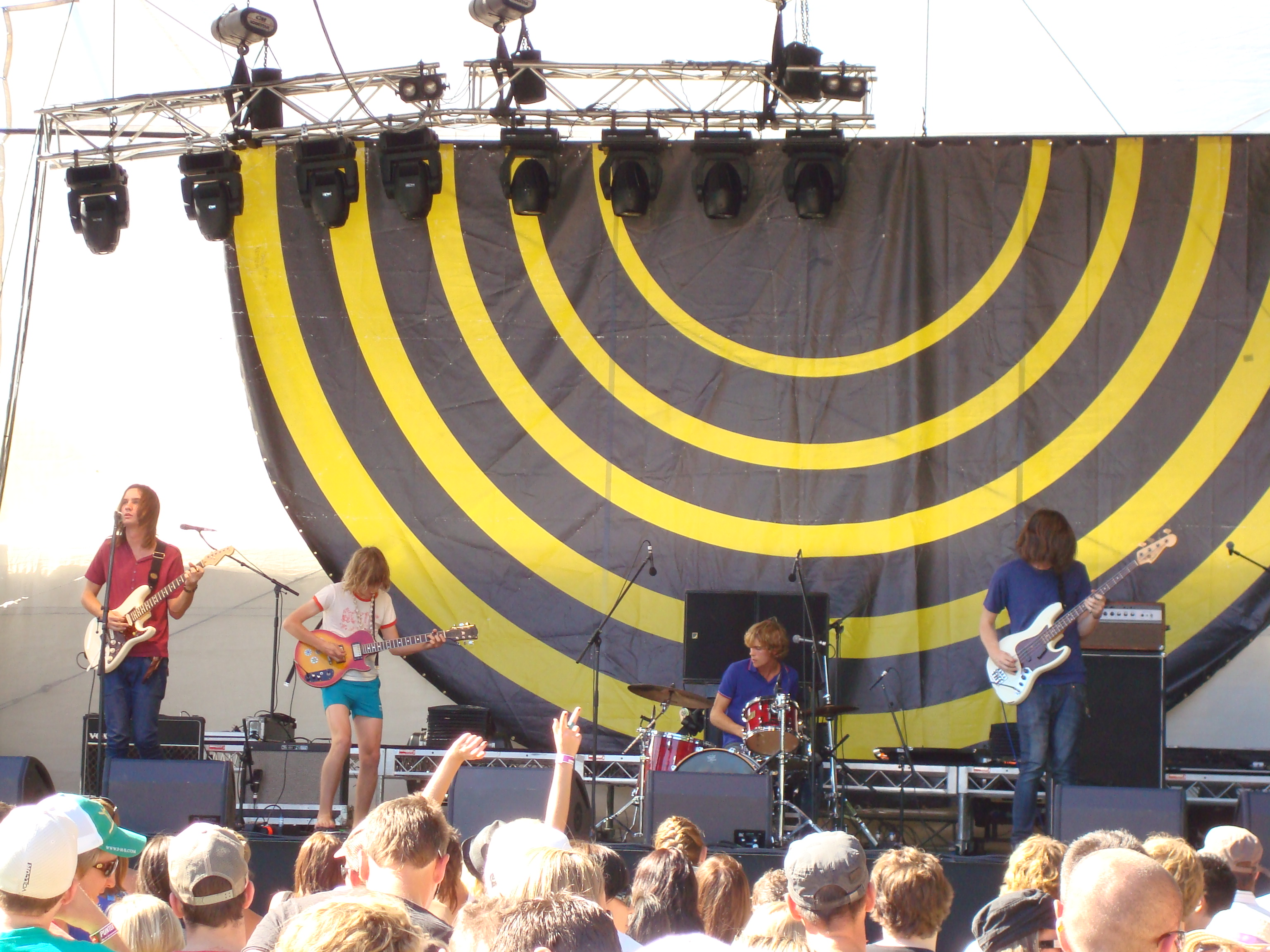
V Festivalで演奏するバンド（2009年）

テーム・インパラは2007年、ケヴィン・パーカーによってオーストラリアのパースでスタートした。前身のバンドにあたるThe Dee Dee Dumsやケヴィン・パーカーがMySpaceで公開した音源にモジュラー・レコーディングスが興味を示しており、テーム・インパラはすぐにレーベル契約を結ぶことができた。2008年9月リリースのセルフタイトルEP『Tame Impala』は注目を集め、オーストラリアのインディーチャートの首位になった他、シングルチャートでも10位を獲得。The Black Keys、Yeasayer、MGMTのツアーサポートを経験した後、単独ツアーをおこなう。Southbound Festival、Meredith Music Festival、Falls Festival、V Festivalといったフェスティバルにも出演した。
テーム・インパラの初めてのシングル「Sundown Syndrome」は、2009年3月ロンドンのToerag Studiosで、レコーディングエンジニアのLiam Watsonによって録音された。この曲はTriple JのRichard Kingsmillの番組でプレミアされた後、6月30日に7インチレコードとデジタルでリリースされた。B面にはDJ Blue Boyの「Remember Me」のカバーが収録され、「Sundown Syndrome」は映画『キッズ・オールライト』のサウンドトラックに使用された。
2009年は、オーストラリアのRottofestにヘッドライナーで出演した他、サマーソニックにも出演した。2010年初頭には、ビッグ・デイ・アウトにも出演した。

### 2010年 - 2011年: Innerspeaker

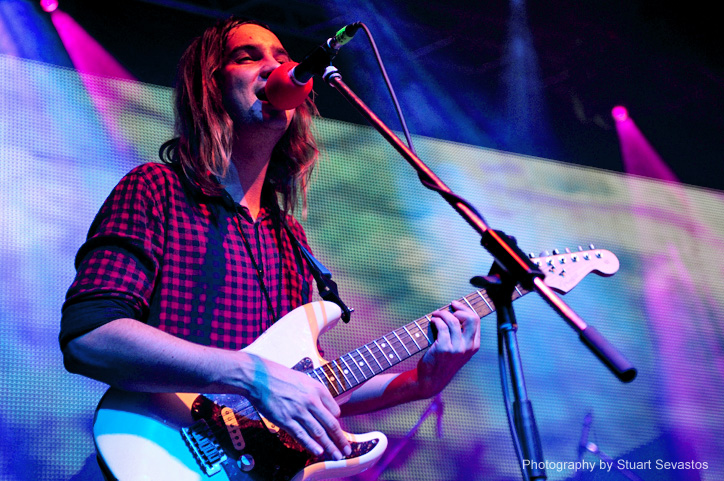
Metropolis Fremantleで演奏するケヴィン・パーカー（2010年）

テーム・インパラのデビュー・アルバム『Innerspeaker』は2010年5月21日にリリースされた。米英の各音楽メディアから高く評価され、ピッチフォーク・メディアはBest New Musicとして紹介した。
アルバム『Innerspeaker』ツアーは、2010年5月13日にMGMTのアメリカツアーのオープニングアクトとしてスタートした。バンドはオーストラリアに戻りSplendour in the Grassフェスティバルに出演した後、7月からレディング・フェスティバルを含むヨーロッパツアーをおこなう。10月はオーストラリアツアーを行ない、11月にはイギリスとヨーロッパに戻り大規模なヘッドラインツアーを開催した。その後の北米ツアー12公演も成功を収めた。この年ARIAミュージック・アワードではAlbum of the Year、Best Rock Album、Best Group、Breakthrough Artistの4つの部門でノミネートされた。

### 2011年 - 2014年: Lonerism

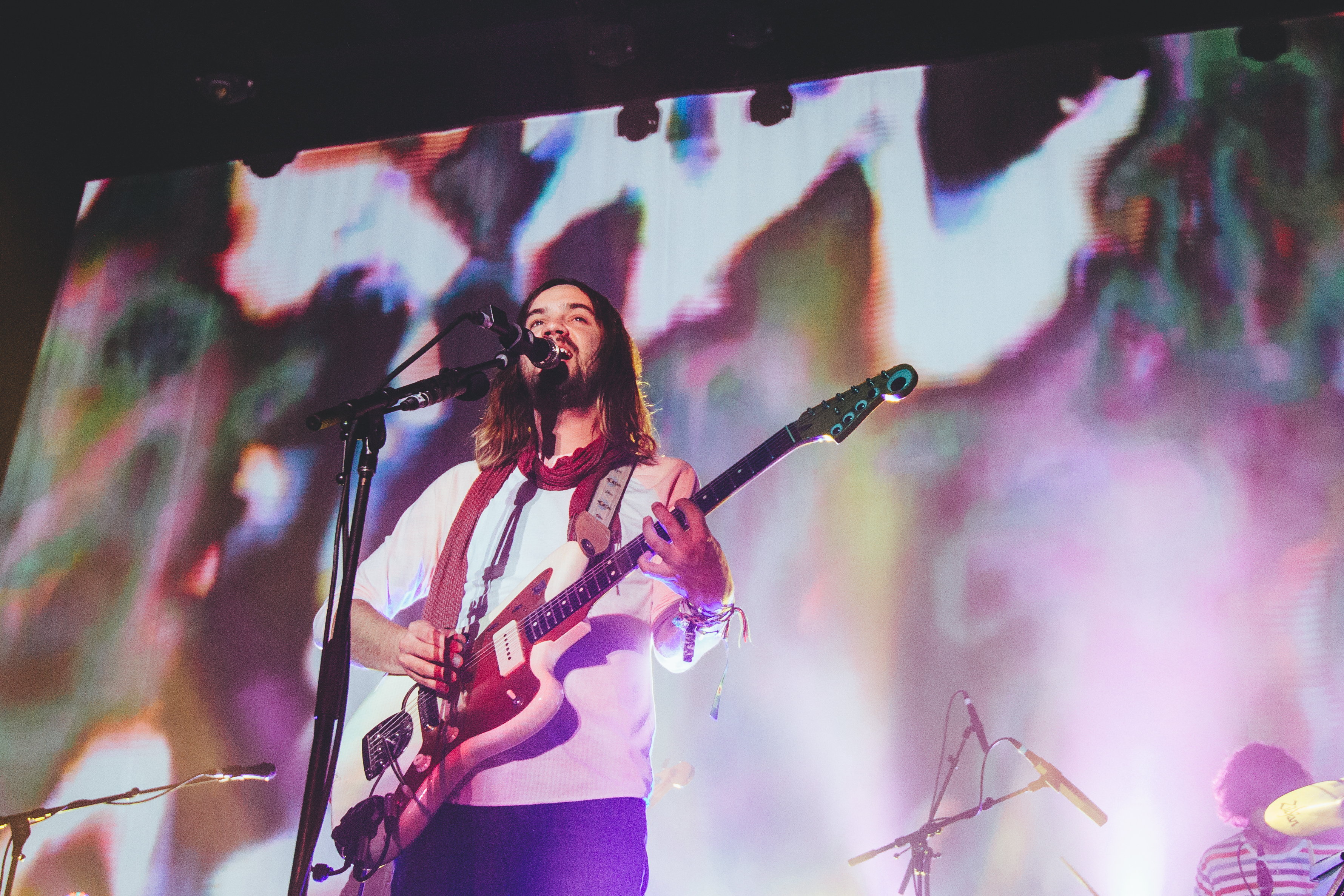
ライブでのケヴィン・パーカー（2014年）

2012年には2作目となる『Lonerism』をリリースした。アルバムの大半はオーストラリアのパースにあるケヴィン・パーカーのガールフレンドの家で制作され、一部はフランスにあるケヴィン・パーカーの個人スタジオで録音された。フランスにいる間、ケヴィン・パーカーはMelody's Echo Chamberのセルフタイトルアルバムにプロデューサーとプレイヤーとして参加しており、その制作はテーム・インパラの『Lonerism』にも影響を与えた。
2012年7月7日にニューアルバムから「Apocalypse Dreams」フリーダウンロードで公開。続いて先行シングルの「Elephant」「Feels Like We Only Go Backwards」がリリースされ、2作目のアルバム『Lonerism』は2012年10月5日に発表された。その後、アルバムからの3曲目のシングル「Mind Mischief」が翌2013年1月にリリースされた。
アルバム『Lonerism』は前作以上の評価を集め、メタクリティックによると、35の媒体から平均して100点満点中88点を獲得した。また、この年のNMEの年間ベスト・アルバムランキング第1位に、ピッチフォーク・メディアでは第4位にそれぞれ選出された。また楽曲では「Feels Like We Only Go Backwards」が評価され多くの音楽メディアが年間ベストトラックの一つに選出した。アルバムは第56回グラミー賞で最優秀オルタナティヴ・ミュージック・アルバム部門にノミネートされた。
テーム・インパラは2012年から2013年にかけてワールドツアーを開催した。ツアー中にはコーチェラ、Sasquatch、フジロックフェスティバルといった大型フェスティバルにも参加した他、レイト・ナイト・ウィズ・ジミー・ファロンなどのテレビ番組にも出演した。2012年9月には音楽雑誌The FADERの表紙を飾った。

### 2014年 - 2018年: Currents

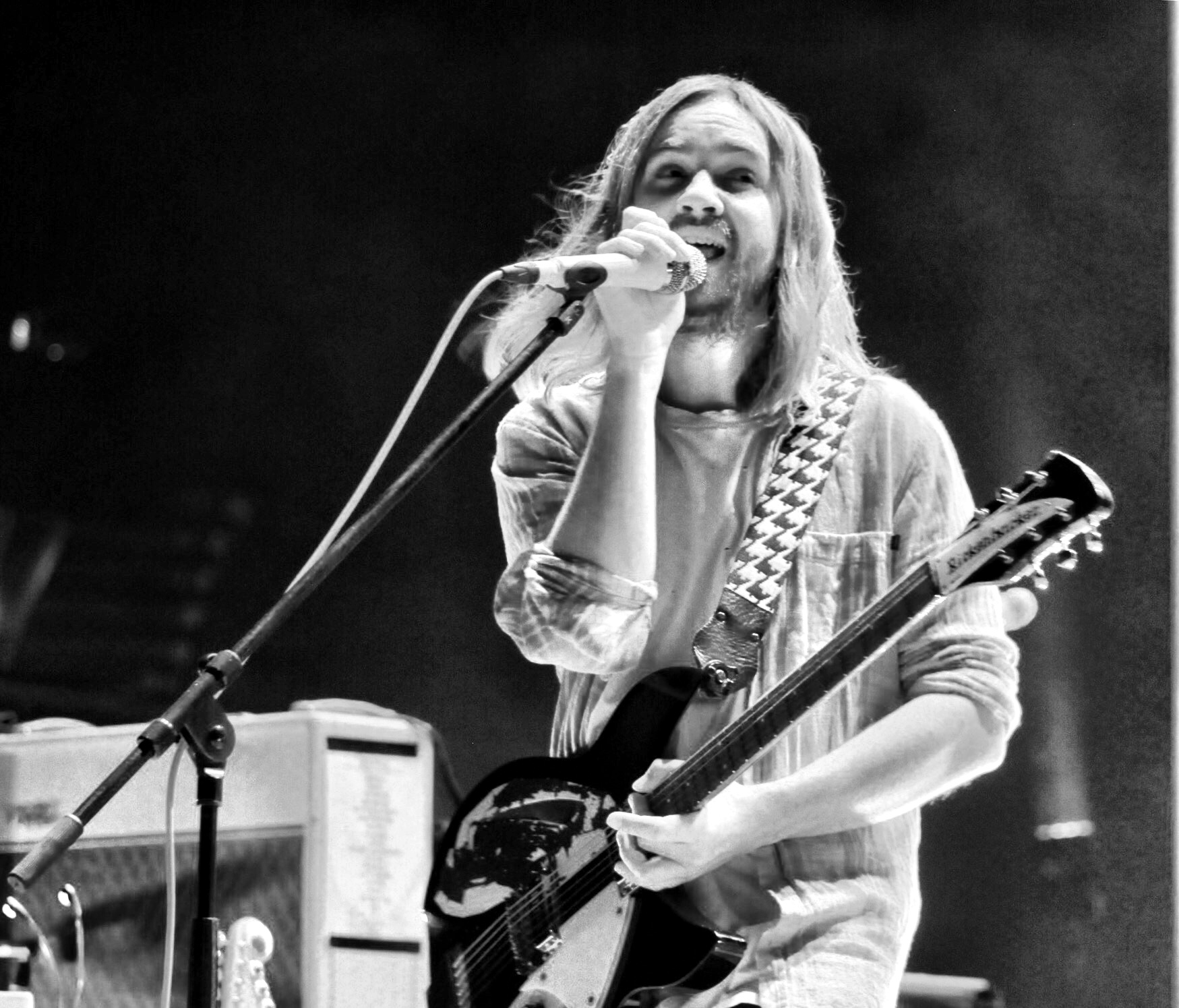
Red Rocks Amphitheatreで演奏するケヴィン・パーカー（2016年）

2015年には3作目のアルバム『Currents』を発表した。アルバムのレコーディングは2014年初頭からスタートし、1枚目のアルバム『Innerspeaker』が録音されたオーストラリア西部のWave Houseで行われた。
2015年の年明けにニューアルバムがリリースされることが発表され、続けてBoston Calling Music Festivalへの出演も発表された。アルバムからの最初の先行シングル「Let It Happen」は3月11日にフリーダウンロードで発表された。4月5日にアルバムタイトルとアルバムのカバーが公開され、4月7日には先行シングル「Cause I'm a Man」がリリースされた。さらにアルバムからの3曲目の先行シングル「Eventually」が6月15日にリリースされ、同時にニューアルバムの発売日も発表された。7月17日、3作目のアルバム『Currents』を発表する。11月17日にはアルバムのコレクターズエディションが発売され、11月29日にはアルバムから4枚目のシングル「The Less I Know the Better」がリリースされた。
3作目のアルバム『Currents』は批評家から高く評価され、多くの音楽メディアから絶賛された。音楽メディアのQは年間ベストアルバムとして選出し「ダンスフロアに万華鏡のようなポップなサウンドを加えた」と評した。楽曲では特に「Let It Happen」が絶賛を集め、ピッチフォーク・メディアやステレオガム、NMEをはじめ多くの音楽メディアが2010年代のベストトラックの一つに選んだ。アルバムは第56回グラミー賞で最優秀オルタナティヴ・ミュージック・アルバム部門にノミネートされた。
2016年4月には単独来日ツアーを行う。2018年は初来日時以来のサマーソニックに出演した。
2018年7月1日に発表されたZHUのシングル「My Life」にテーム・インパラが参加した。さらにこの年トラビス・スコットのアルバム『Astroworld』に収録された「Skeletons」にプロデューサーとして参加し、サタデー・ナイト・ライブではバックバンドのメンバーとして出演した。

### 2019年 - 現在: The Slow Rush

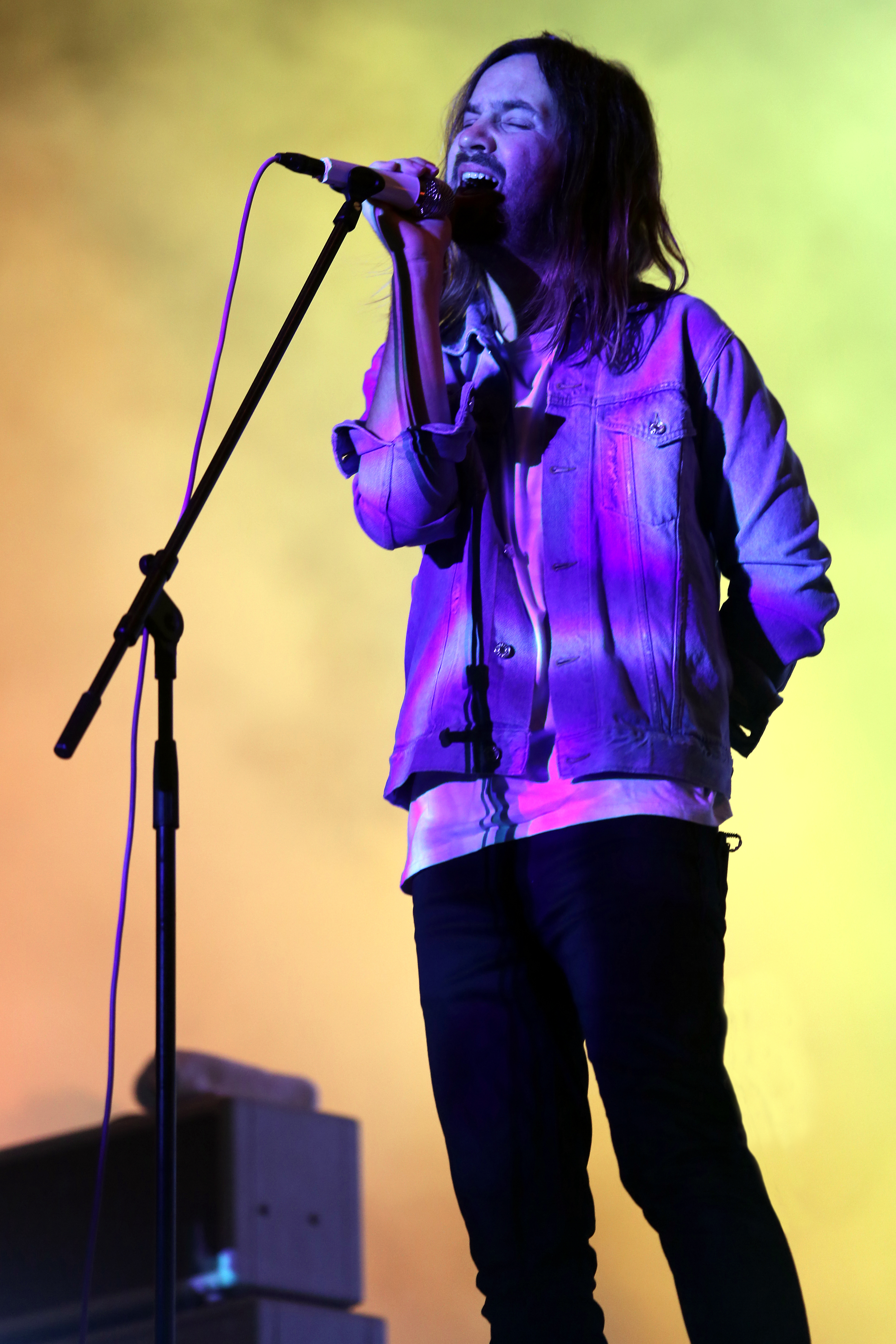
Southside Festivalで演奏するケヴィン・パーカー（2019年）

2019年初頭、4月にコーチェラ・フェスティバルでメインステージのヘッドライナーを務めることが発表された。ロックバンドがコーチェラのヘッドライナーを務めるのは2年ぶりのことだった。また、プリマヴェーラ・サウンドにもヘッドライナーで出演することが発表され、夏にはニューアルバムをリリースすると発表した。
3月21日、テーム・インパラはシングル「Patience」をリリースした。3月30日にはサタデー・ナイト・ライブに出演し「Patience」と新曲「Borderline」を演奏した。その新曲「Borderline」は4月12日にシングルとしてリリースされた。予定されていた夏にはアルバムはリリースされず、10月25日にアルバムタイトルを公開した後、10月28日にはシングル「It Might Be Time」をリリース。さらに12月3日にはシングル「Posthumous Forgiveness」をリリースする。翌2020年2月14日、4作目のアルバム『The Slow Rush』を発表した。先行して発表されたシングルの内「Patience」はアルバムに収録されなかった。
2019年3月からスタートしたツアーでは、Coachella、Primavera Sound、Lollapalooza、Austin City Limitsなど多くの大型フェスティバルにヘッドライナーで出演した。アルバム『The Slow Rush』のツアーは2020年3月からスタートし、夏にはフジロック・フェスティバルへの出演が予定されている。

## メンバー
スタジオメンバー
- ケヴィン・パーカー Kevin Parker - ボーカル・ギター・ベース・ドラム・キーボード
  - ほぼすべてのレコーディングにおいて、すべての楽器を演奏する

ライブメンバー
- ケヴィン・パーカー Kevin Parker - ボーカル・ギター・カズー（2007年~現在）
- ジェイ・ワトソン Jay Watson - ドラム・コーラス（2007年~2012年）、シンセサイザー・コーラス・ギター（2012年~現在）
- ドミニク・シンパー Dominic Simper - ベース（2007年~2013年）、ギター・シンセサイザー（2009年~現在）
- ジュリアン・バルバッガロ Julien Barbagallo - ドラム・コーラス（2012年~現在）
- キャム・エイブリー Cam Avery - ベース・コーラス（2013年~現在）、シンセサイザー（2019年~現在）

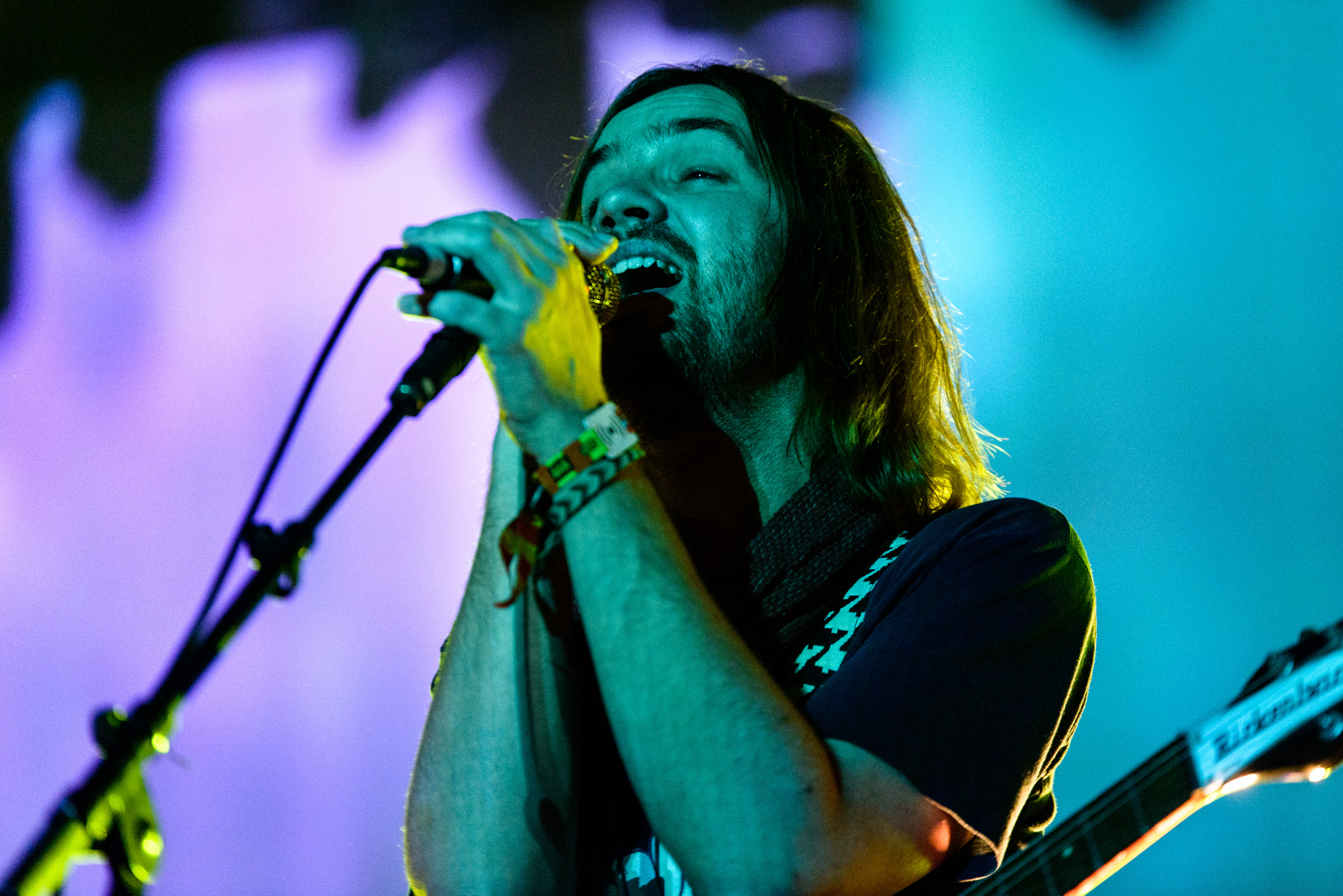
ケヴィン・パーカー（ボーカル・ギター）
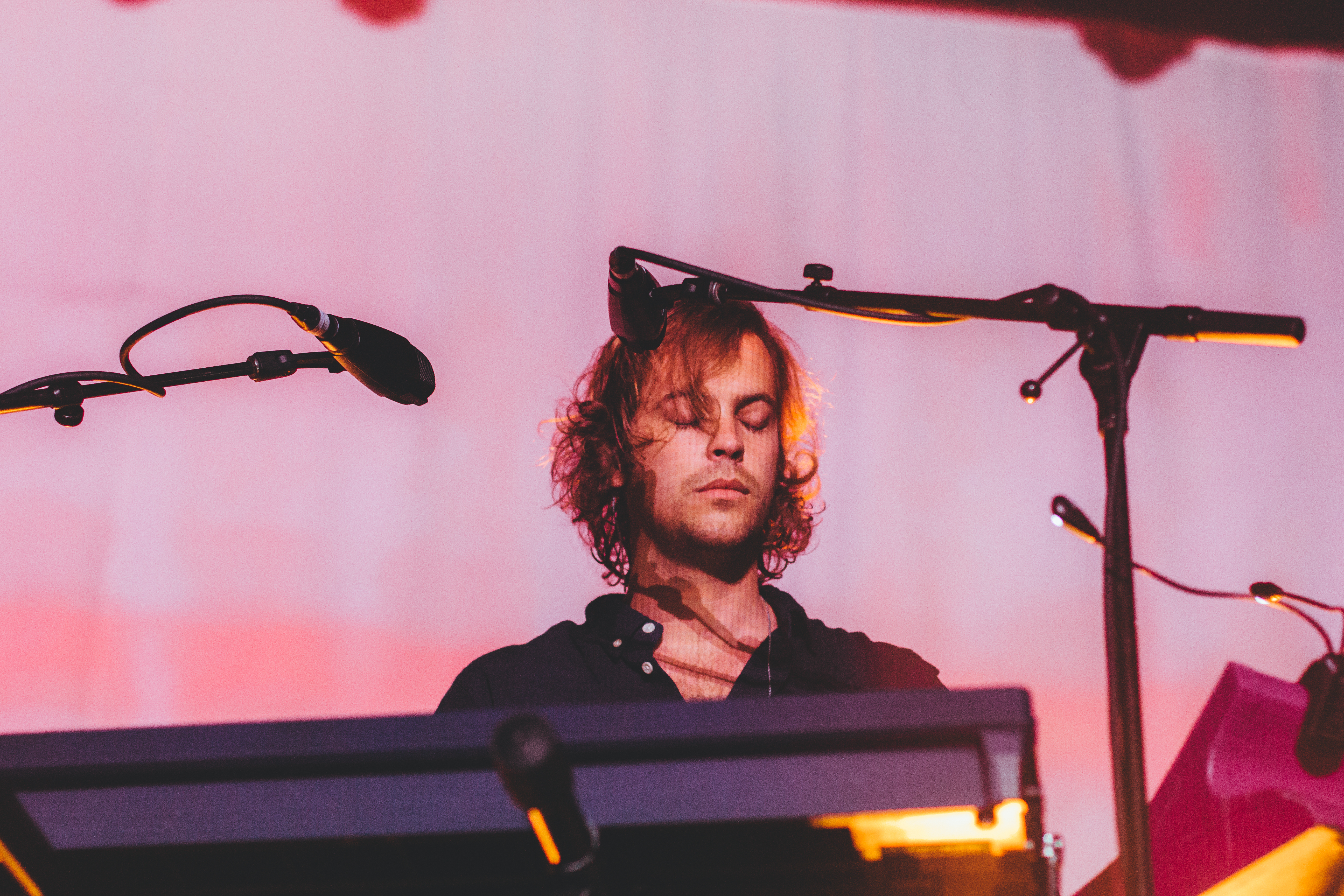
ジェイ・ワトソン（シンセ・ギター）
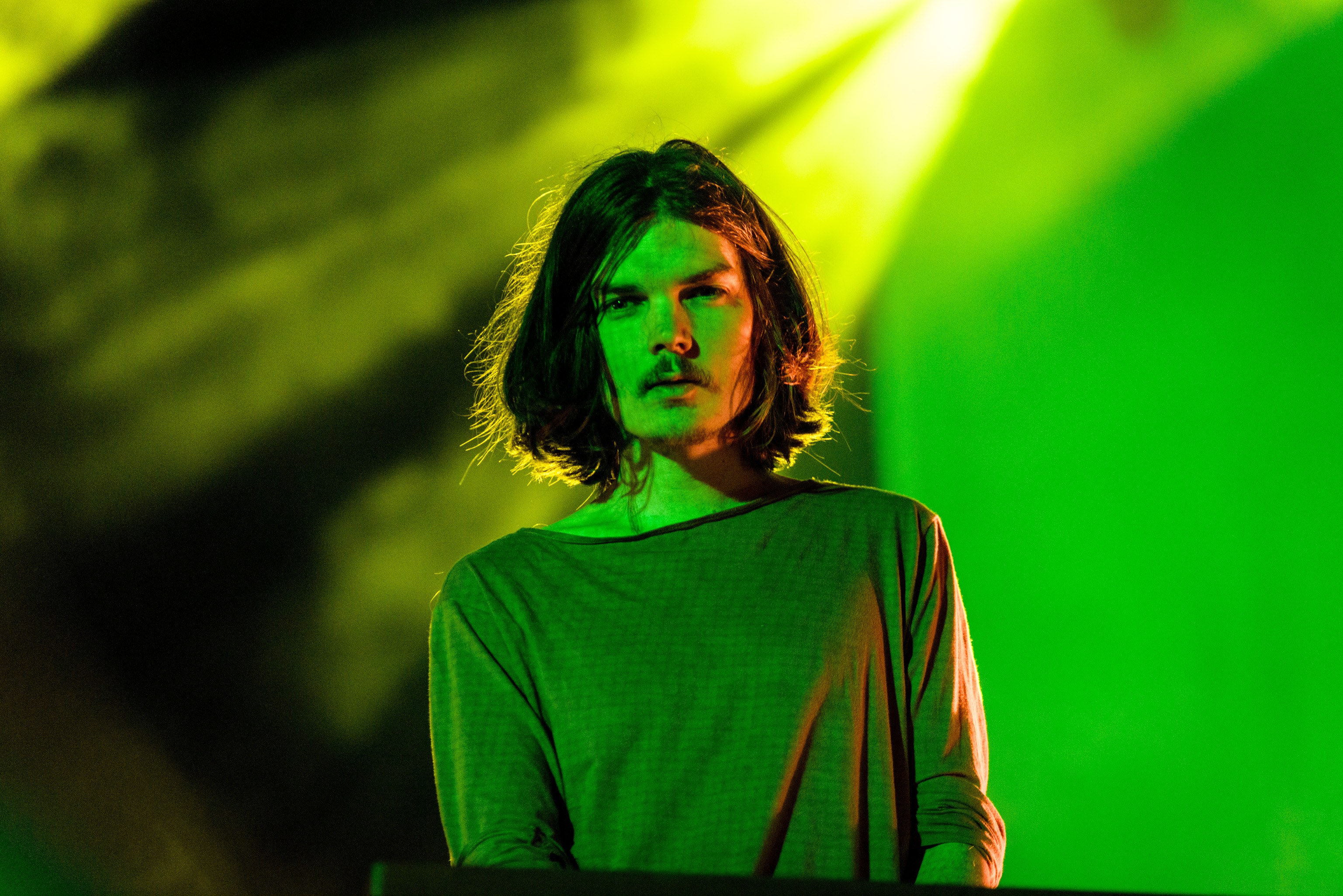
ドミニク・シンパー（ギター・シンセ）
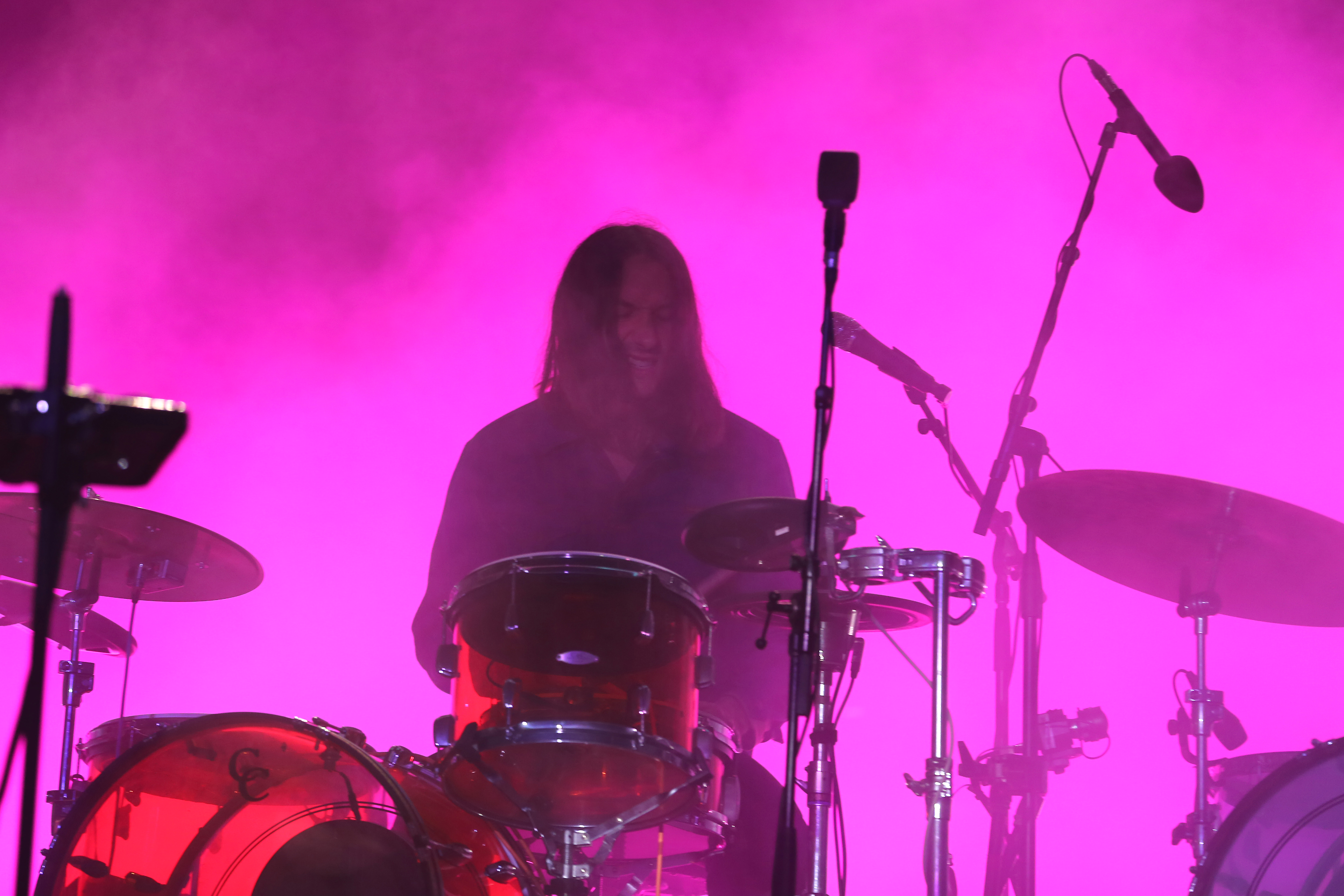
ジュリアン・バルバッガロ（ドラムス）
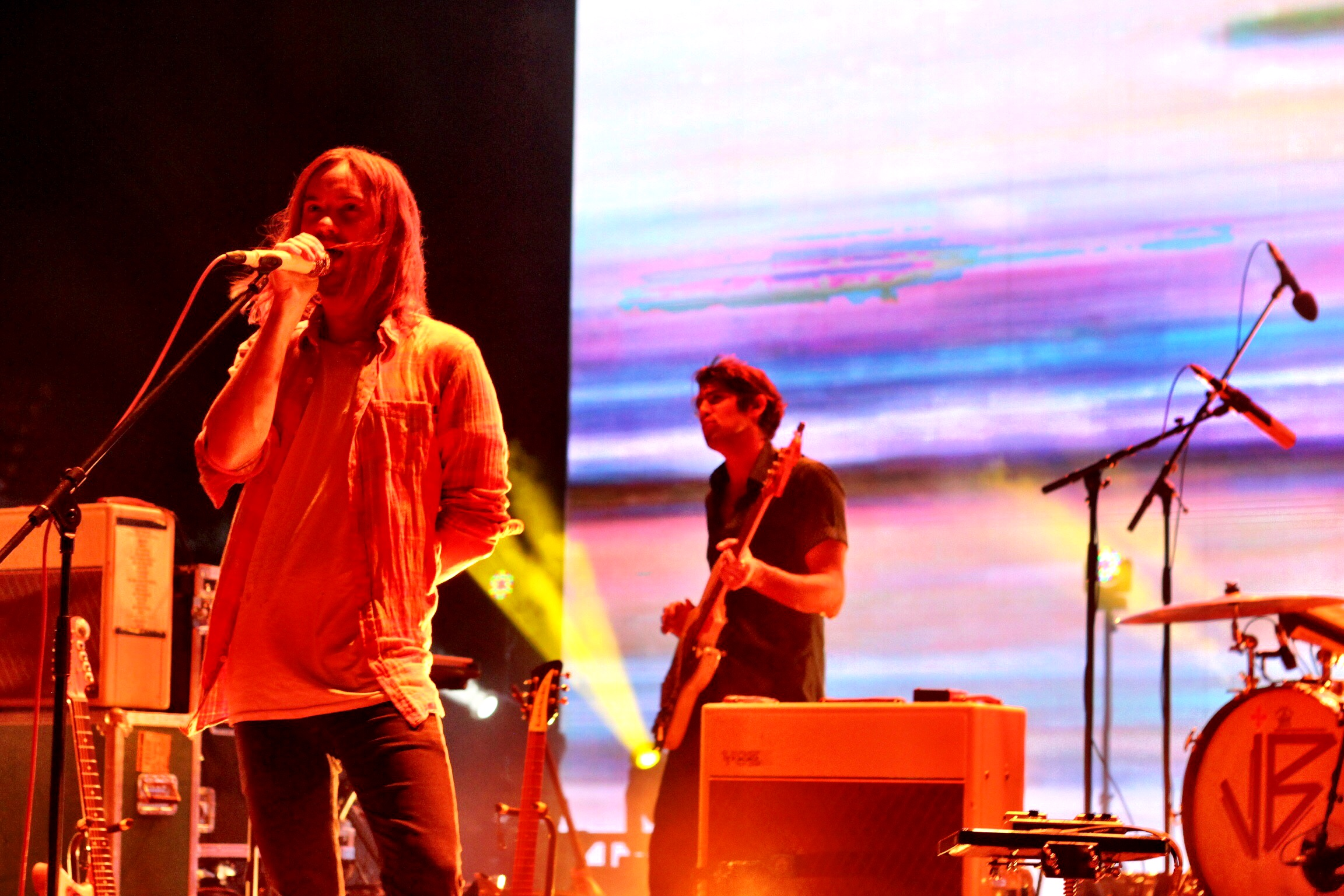
キャム・エイブリー（ベース）（写真奥）

元メンバー
- ニック・アルブルック Nick Allbrook - ギター・シンセサイザー・ベース(2010年~2013年)

## ディスコグラフィ
スタジオアルバム
- Innerspeaker (2010年)
- Lonerism (2012年)
- Currents (2015年)
- The Slow Rush (2020年)

ライブアルバム
- Live at the Corner (2010年)
- Live Versions (2014年)

EP
- Tame Impala (2008年)
- Peace and Paranoia Tour 2013 (with The Flaming Lips) (2010年)

シングル
- Sundown Syndrome (2009年)
- Solitude Is Bliss (2010年)
- Lucidity (2010年)
- Expectation (2010年)
- Why Won't You Make Up Your Mind? (2011年)
- Elephant (2012年)
- Feels Like We Only Go Backwards (2012年)
- Let It Happen (2015年)
- 'Cause I'm a Man (2015年)
- Disciples (2015年)
- Eventually (2015年)
- The Less I Know the Better (2015年)
- Patience (2019年)
- Borderline (2019年)
- It Might Be Time (2019年)
- Posthumous Forgiveness (2019年)
- Lost in Yesterday (2020年)
- Breathe Deeper (2020年)

## プロダクション参加作品
以下は主な作品の抜粋
- Melody's Echo Chamber 『Melody's Echo Chamber』（2012年）アルバムプロデュース
- The Flaming Lips 『The Flaming Lips and Heady Fwends』「Children of the Moon」feat. Tame Impala（2012年）
- Daft Punk 「End of Line (Tame Impala Remix)」（2013年）
- Tame Impala and Kendrick Lamar 「Backwards」（2014年）
- Mark Ronson 『Uptown Special』（2015年）3曲にボーカルで参加
- Lady Gaga 『Joanne』「Perfect Illusion」（2016年）Mark Ronson、BloodPop共同プロデュース
- Miguel 「waves (Tame Impala Remix)」（2016年）
- Kali Uchis 『Isolation』「Tomorrow」（2018年）
- Kanye West 『Ye』「Violent Crimes」（2018年）
- Travis Scott 『Astroworld』「Skeletons」（2018年）
- Mark Ronson 『Late Night Feelings』「Find U Again」feat. Camila Cabello（2019年）
- The Weeknd 『After Hours』「Repeat After Me (Interlude)」（2020年）

## 来日公演
- 2009年
  - 8月7日、大阪 舞洲スポーツアイランド - SUMMER SONIC OSAKA
  - 8月9日、千葉 幕張メッセ - SUMMER SONIC TOKYO
- 2013年 Lonerism Tour
  - 7月26日、新潟 苗場スキー場 - Fuji Rock Festival
- 2016年 Currents Tour
  - 4月25日、東京 Zepp Tokyo
  - 4月26日、大阪 なんばhatch
- 2018年
  - 8月18日、千葉 幕張メッセ - SUMMER SONIC TOKYO
  - 8月19日、大阪 舞洲SONIC PARK - SUMMER SONIC OSAKA